# John Fritz Medal
Die John Fritz Medal der Society für Mining, Metallurgy and Exploration (bis 2020 der inzwischen aufgelösten American Association of Engineering Societies, AAES) wird seit 1902 jährlich für herausragende Ingenieursleistungen in der Industrie oder Wissenschaft vergeben.
Der Namensgeber John Fritz (1822–1913) war Chefingenieur der Bethlehem Iron Works und ein bedeutender Ingenieur in der US-Stahlindustrie Ende des 19. Jahrhunderts. Er war auch der Erste, der die Medaille erhielt.

## Preisträger
- 1902 John Fritz
- 1903 nicht vergeben
- 1904 nicht vergeben
- 1905 Lord Kelvin
- 1906 George Westinghouse
- 1907 Alexander Graham Bell
- 1908 Thomas Alva Edison
- 1909 Charles Talbot Porter
- 1910 Alfred Noble
- 1911 William Henry White
- 1912 Robert Woolston Hunt
- 1913 nicht vergeben
- 1914 John Edson Sweet
- 1915 James Douglas
- 1916 Elihu Thomson
- 1917 Henry Marion Howe
- 1918 J. Waldo Smith
- 1919 George W. Goethals
- 1920 Orville Wright
- 1921 Robert Hadfield
- 1922 Charles P. E. Schneider
- 1923 Guglielmo Marconi
- 1924 Ambrose Swasey
- 1925 John Frank Stevens
- 1926 Edward Dean Adams
- 1927 Elmer Ambrose Sperry
- 1928 John Joseph Carty
- 1929 Herbert Hoover
- 1930 Ralph Modjeski
- 1931 David Watson Taylor
- 1932 Mihajlo Idvorski Pupin
- 1933 Daniel Cowan Jackling
- 1934 John Ripley Freeman
- 1935 Frank Julian Sprague
- 1936 William Frederick Durand
- 1937 Arthur Newell Talbot
- 1938 Paul Dyer Merica
- 1939 Frank Baldwin Jewett
- 1940 Clarence Floyd Hirshfeld
- 1941 Ralph Budd
- 1942 Everette Lee DeGolyer
- 1943 Willis Rodney Whitney
- 1944 Charles F. Kettering
- 1945 John L. Savage
- 1946 Zay Jeffries
- 1947 Lewis Warrington Chubb
- 1948 Theodore von Karman
- 1949 Charles Metcalf Allen
- 1950 Walter H. Aldridge
- 1951 Vannevar Bush
- 1952 Ervin George Bailey
- 1953 Benjamin F. Fairless
- 1954 William Embry Wrather
- 1955 Harry Alonzo Winne
- 1956 Philip Sporn
- 1957 Ben Moreell
- 1958 John R. Suman
- 1959 Mervin J. Kelly
- 1960 Gwilyn A. Price
- 1961 Stephen D. Bechtel
- 1962 Crawford H. Greenewalt
- 1963 Hugh L. Dryden
- 1964 Lucius D. Clay
- 1965 Frederick Kappel
- 1966 Warren K. Lewis
- 1967 Walker L. Cisler
- 1968 Igor Ivan Sikorsky
- 1969 Michael Lawrence Haider
- 1970 Glenn B. Warren
- 1971 Patrick E. Haggerty
- 1972 William Webster
- 1973 Lyman Wilber
- 1974 H. I. Romnes
- 1975 Manson Benedict
- 1976 Thomas O. Paine
- 1977 George R. Brown
- 1978 Robert G. Heitz
- 1979 Nathan M. Newmark
- 1980 T. Louis Austin
- 1981 Ian MacGregor
- 1982 David Packard
- 1983 Claude Elwood Shannon
- 1984 Kenneth A. Roe
- 1985 Daniel C. Drucker
- 1986 Simon Ramo
- 1987 Ralph Landau
- 1988 Ralph B. Peck
- 1989 Robert N. Noyce
- 1990 Gordon A. Cain
- 1991 Hunter Rouse
- 1992 Serge Gratch
- 1993 Gordon E. Moore
- 1994 Hoyt C. Hottel
- 1995 Lynn S. Beedle
- 1996 George N. Hatsopoulos
- 1997 Arthur E. Humphrey
- 1998 Ivan A. Getting
- 1999 George H. Heilmeier
- 2000 John W. Fisher
- 2001 Paul C. W. Chu
- 2002 Daniel S. Goldin
- 2003 Robert S. Langer
- 2004 John A. Swanson
- 2005 George Tamaro
- 2006 nicht vergeben
- 2007 Gavriel Salvendy
- 2008 Kristina M. Johnson
- 2009 Yvonne Claeys Brill
- 2010 Gerald J. Posakony
- 2011 Andrew J. Viterbi
- 2012 Leslie E. Robertson
- 2013 Gregory Stephanopoulos
- 2014 Julia R. Weertman
- 2015 Jon D. Magnusson
- 2016 Vincent Poor
- 2017 Frank Kreith
- 2018 Anne S. Kiremidjian
- 2021 Elon Musk
- 2022 nicht vergeben
- 2023 Asad Madni
- 2024 Al Bovik[1]